# San Benedetto ordina a san Mauro di resuscitare san Placido
San Benedetto ordina a san Mauro di salvare san Placido è un dipinto tempera su tavola (41,9x71,5 cm) di Filippo Lippi, databile al 1445-1450 circa e conservato nella National Gallery of Art di Washington.

## Storia
L'opera è uno scomparto di predella proveniente forse dalla pala dell'altare maggiore della chiesa di San Bernardo ad Arezzo, che venne rimossa e smembrata nel XVIII secolo, venendo però conservata nel vicino monastero degli Olivetani almeno fino al 1767. Entrata nel mercato antiquario nel 1873, subì vari passaggi di proprietà fino all'entrata nel Museo nel 1952 tramite la donazione della Samuel H. Kress Foundation, che l'aveva acquistata dieci anni prima a New York.

## Descrizione e stile
La tavola è composta secondo un'assoluta essenzialità, che ricorda le opere spirituali di Beato Angelico. A sinistra, sotto un portico di un colore rosa acceso scorciato in prospettiva, si vede la scena di san Benedetto che parla a san Mauro, mentre a destra, in un paesaggio visto quasi a volo d'uccello, san Mauro accorre a salvare san Placido che stava affogando in un laghetto, come narra Gregorio Magno dei Dialoghi, Libro II, cap. 7 (Un giorno mentre il venerabile Benedetto sedeva nella sua stanza, il piccolo Placido, già altre volte nominato, uscì ad attingere l'acqua nel lago. Immergendo sbadatamente il secchiello che reggeva per mano, trascinato dalla corrente cadde anche lui nell'acqua e l'onda lo travolse trasportandolo lontano da terra, quasi quanto un tiro di freccia. L'uomo di Dio benché fosse dentro la cella si accorse immediatamente del fatto. Chiamò in gran fretta Mauro e gli gridò: "Corri, fratello Mauro, corri, perché Placido, che è andato a prender l'acqua, è cascato nel lago, e le onde già se lo stanno trascinando via!").
Tipiche del Lippi sono la resa volumetrica dei personaggi, con il chiaroscuro "avvolgente" che sfuma dolcemente ma con decisione le forme, restituendo l'impressione di rilievo, e il gusto squisitamente didascalico dell'azione, che predilige scene dinamiche con gesti eloquenti e significativi.